# Івано-Шийчинське водосховище
 Івано-Шейчинське водосхо́вище  — невелике руслове водосховище на річці Братениця (ліва притока р. Ворскла). Розташоване в Богодухівському районі Харківської області.
- Водосховище побудовано в 1978 році по проекту інституту «Харківдіпроводгосп».
- Призначення — риборозведення, рекреація.
- Вид регулювання — сезонне.

## Основні параметри водосховища
- нормальний підпірний рівень — 142,5 м;
- форсований підпірний рівень — 144,0 м;
- рівень мертвого об'єму — 137,6 м;
- повний об'єм — 3,30 млн м³;
- корисний об'єм — 3,30 млн м³;
- площа дзеркала — 100 га;
- довжина — 4,425 км;
- середня ширина — 0,24 км;
- максимальні ширина — 0,37 км;
- середня глибина — 3,08 м;
- максимальна глибина — 6,5 м.

## Основні гідрологічні характеристики
- Площа водозбірного басейну — 93 км².
- Річний об'єм стоку 50% забезпеченості — * Паводковий стік 50% забезпеченості — * Максимальні витрати води 1% забезпеченості — 79,6 м³/с.

## Склад гідротехнічних споруд
- Глуха земляна гребля довжиною — 304 м, висотою — 8,7 м, шириною — 10 м. Закладення верхового укосу — 1:8, низового укосу — 1:2,5.
- Шахтний водоскид із монолітного залізобетону висотою — 6,7 м, розмірами 2(5х4)м.
- Водовідвідна труба двохвічкова розмірами 2(2,4х2,2)м, довжиною 33 м.
- Донний водоспуск із двох сталевих труб діаметром 300 мм, обладнаних засувками.

## Використання водосховища
Водосховище використовується для риборозведення.